# Schismatoglottis niahensis
Schismatoglottis niahensis är en kallaväxtart som beskrevs av Alistair Hay. Schismatoglottis niahensis ingår i släktet Schismatoglottis och familjen kallaväxter. Inga underarter finns listade.